# 河內建城千年慶典

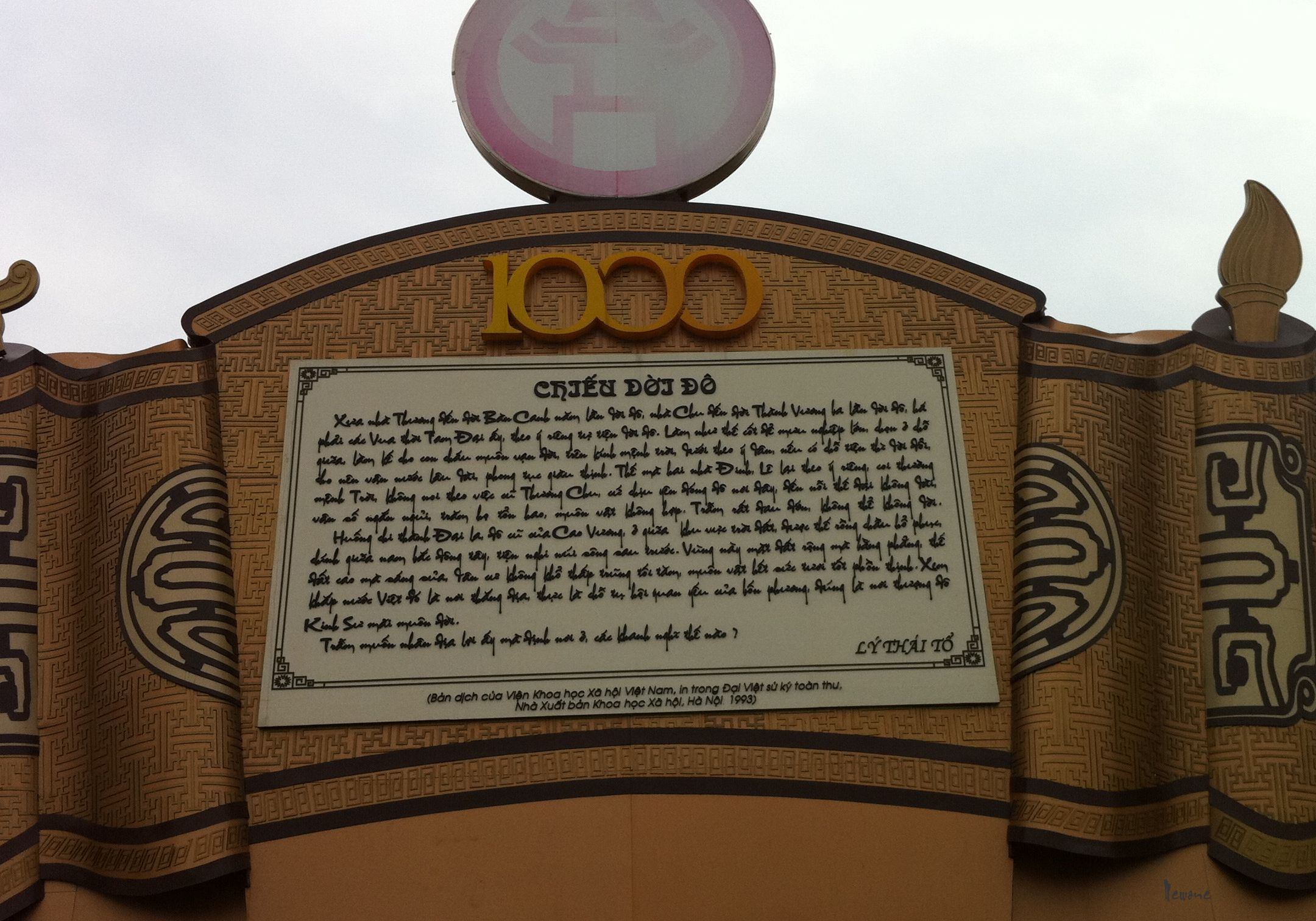
《遷都詔》

河內建城千年慶典指的是2010年10月1日至10月10日期間在越南河內市舉行的建城1000周年慶典。
根據《大越史記全書》記載，1010年，李太祖下達《遷都詔》，將都城從華閭遷到大羅城。在李太祖抵達大羅城的時候，一隻金龍出現在龍舟之側，李太祖遂將大羅城改名昇龍。而昇龍正是今日越南首都河內的前身。他大大擴建了昇龍城的規模，被視為河內建城之始。
早在2009年6月10日起，越南政府便開始規劃這次盛大的慶典，還把河內古街區修繕了一番。《李公蘊：到昇龍城之路》、《太師陳守度》等電視劇也在此前拍攝完成，計劃在慶典期間開始上映。而在慶典期間，越南舉行了盛大的閱兵儀式，以及美術作品展覽，來自63個省的937件展品被公開展出。慶典結束後，被放入河內博物館。

## 外部連結
- （越南文）官方網站